# Bad English (album)
Bad English è il primo album in studio del supergruppo anglo-americano Bad English, pubblicato il 23 giugno 1989 dalla Epic Records.
L'album ottenne grande successo, grazie soprattutto a cinque singoli che riuscirono ad entrare in classifica, tra cui When I See You Smile e Price of Love, che raggiunsero rispettivamente il primo e il quinto posto della statunitense Billboard Hot 100.

## Tracce
1. Best of What I Got – 4:40 (John Waite, Jonathan Cain, Neal Schon)
2. Heaven Is a 4 Letter Word – 4:45 (Schon, Cain, Waite, Mark Spiro)
3. Possession – 5:08 (Waite, Cain, Ricky Phillips)
4. Forget Me Not – 4:58 (Waite, Cain, Spiro)
5. When I See You Smile – 4:20 (Diane Warren)
6. Tough Times Don't Last – 4:42 (Cain, David Roberts, Waite)
7. Ghost in Your Heart – 4:46 (Waite, Martin Page, Cain)
8. Price of Love – 4:47 (Waite, Cain)
9. Ready When You Are – 4:20 (Cain, Waite, Schon, Todd Cerney)
10. Lay Down – 4:38 (Waite, Schon, Cain)
11. The Restless Ones – 5:23 (Waite, Cain, Phillips)
12. Rockin' Horse – 5:31 (Schon, Waite, Cain)
13. Don't Walk Away – 4:30 (Andy Hill, Peter Sinfield)

## Formazione
Gruppo
- John Waite – voce
- Neal Schon – chitarra elettrica, chitarra acustica, cori
- Jonathan Cain – tastiere, cori
- Ricky Phillips – basso, cori
- Deen Castronovo – batteria, percussioni, cori

Produzione
- Richie Zito – produzione
- Phil Kaffel – ingegneria del suono, missaggio
- Mike Fraser – missaggio
- George Marino – mastering presso lo Sterling Sound di New York
- Hugh Syme – direzione artistica